# Cnidoscolus
Cnidoscolus là một chi thực vật có hoa trong họ Đại kích

## Loài
Chi này gồm khoảng 94 loài. Một vài loài chọn lọc như sau:
- Cnidoscolus aconitifolius (Mill.) I.M.Johnst.
- Cnidoscolus angustidens Torr.
- Cnidoscolus chayamansa McVaugh
- Cnidoscolus elasticus Lundell
- Cnidoscolus quercifolius Pohl
- Cnidoscolus souzae McVaugh
- Cnidoscolus stimulosus (Michx.) Engelm. & A.Gray
- Cnidoscolus texanus (Müll.Arg.) Small
- Cnidoscolus tubulosus (Müll.Arg.) I.M.Johnst.
- Cnidoscolus urens (L.) Arthur[5][6]

## Hình ảnh

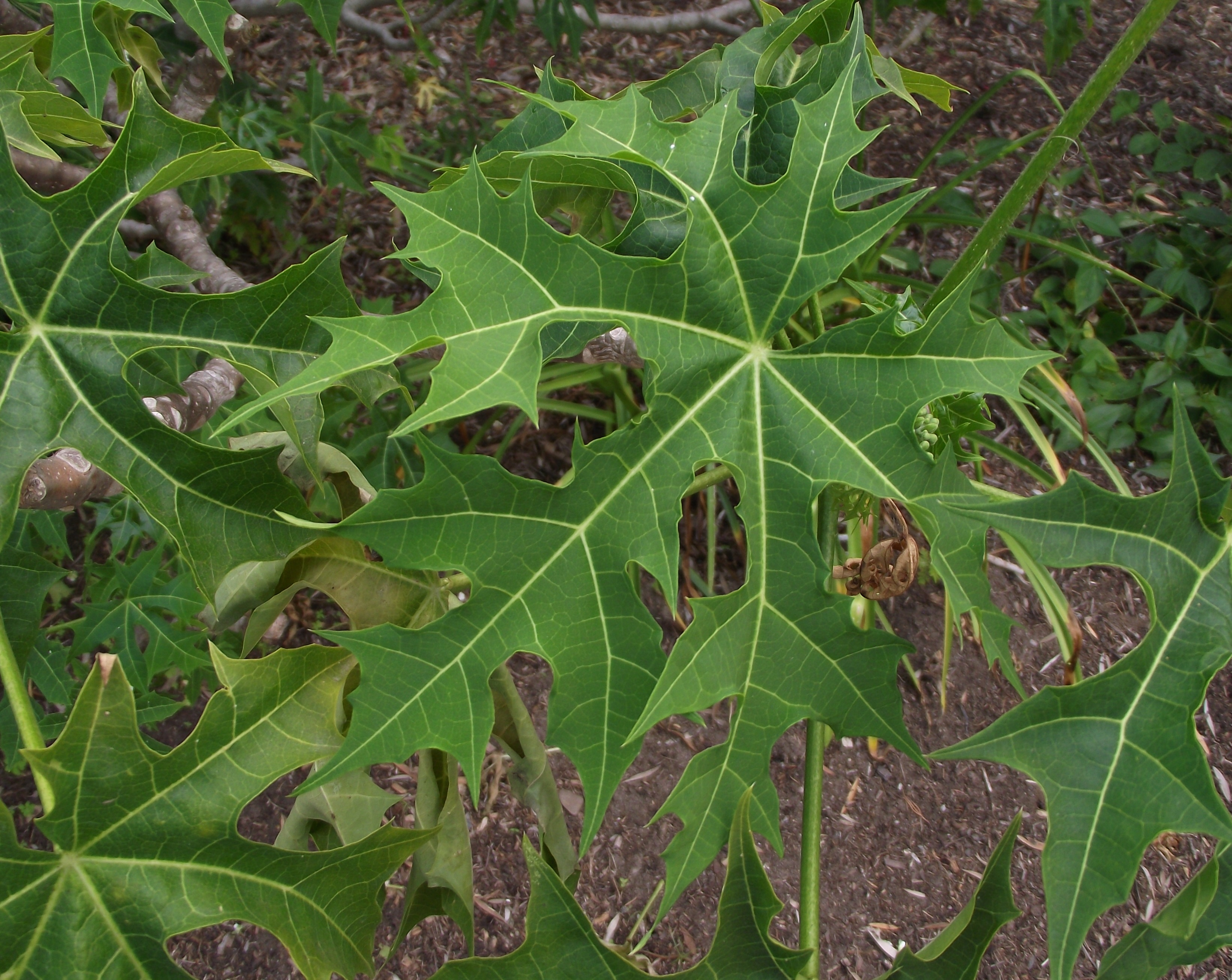
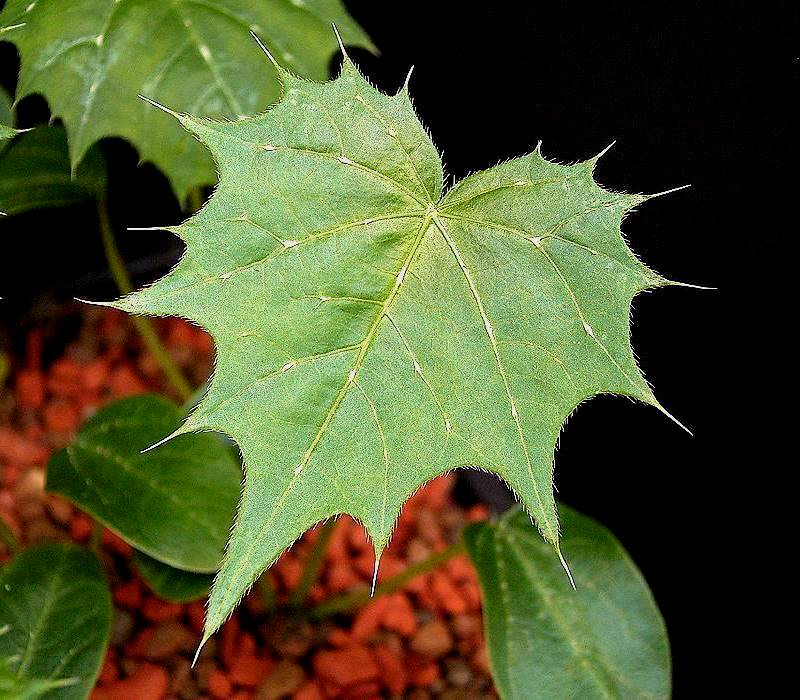
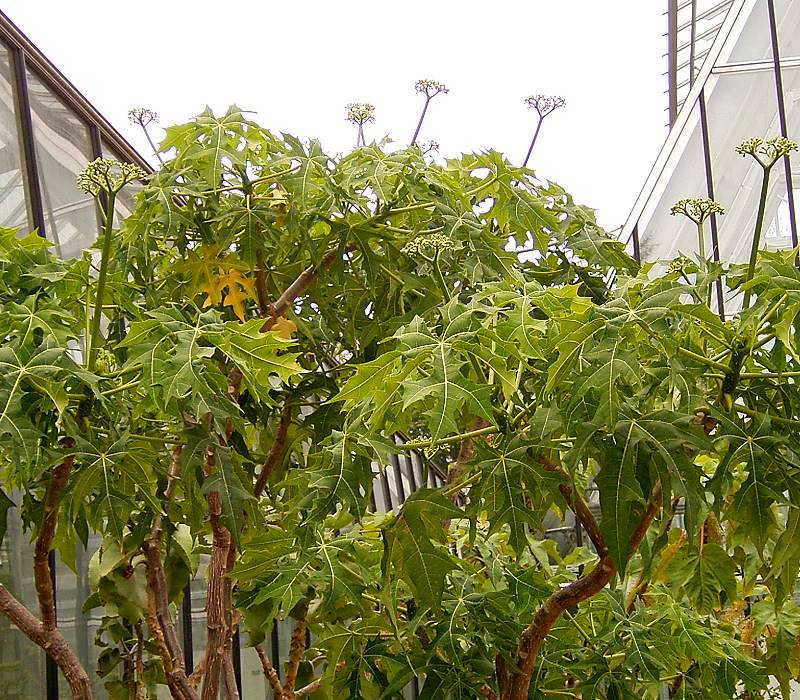
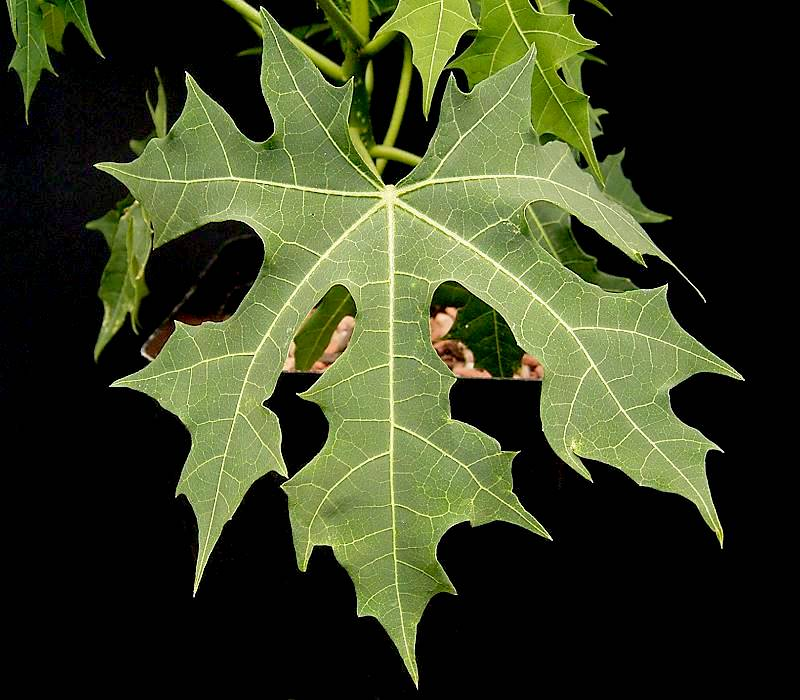